# Bruno Mars
Peter Gene Hernandez (Honolulu, 8 oktober 1985), bekend onder zijn artiestennaam Bruno Mars, is een Amerikaans zanger, schrijver, multi-instrumentalist en muziekproducent. Daarnaast maakt Mars samen met Anderson Paak onderdeel uit van het superduo Silk Sonic.

## Biografie
Voor hij aan zijn solocarrière begon, produceerde Mars nummers voor artiesten als Lady Gaga, Brandy, Flo Rida, Sean Kingston, Cobra Starship, Adam Levine en Alexandra Burke en met Cee Lo Green werkte hij aan het liedje F**k You!. Ook werkte hij samen met B.o.B voor het nummer Nothin' on You en met Travie McCoy voor het nummer Billionaire. Verder schreef hij mee aan de nummers Right Round van Flo Rida en Wavin' Flag van K'naan.
Op 11 mei 2010 verscheen zijn eerste ep, getiteld It's Better If You Don't Understand, met daarop de nummers Somewhere in Brooklyn, The Other Side met Cee Lo Green en B.o.B, Count on Me en Talking To The Moon. Deze nummers kwamen ook terecht op het debuutalbum Doo-Wops & Hooligans met Just the Way You Are, Grenade, The Lazy Song, Marry You en Count on Me als singles. Just the Way You Are en Grenade kwamen in de top tien van de Amerikaanse hitlijst voor de op internet bestverkochte singles. Er werden in 2011 respectievelijk 12,5 miljoen en 10,2 miljoen downloads van verkocht.
Ondertussen bracht hij ook de leadsingle van The Twilight Saga: Breaking Dawn Part 1 uit, getiteld It Will Rain en werkte hij samen met Snoop Dogg en Wiz Khalifa voor Young, Wild & Free, met Bad Meets Evil voor Lighters en met Lil Wayne voor Mirror. In december 2012 bracht hij zijn tweede studioalbum uit, getiteld Unorthodox Jukebox. Het liedje Locked Out of Heaven werd hiervan als eerste single uitgegeven. Later werden When I Was Your Man en Treasure ook op single uitgebracht.
In 2013 won hij de Franse muziekprijs NRJ Music Award.
Eind 2014 verscheen de single Uptown Funk, in samenwerking met Mark Ronson. Deze single werd wereldwijd bekend net als vele andere singles van Bruno Mars. Het werd in België zelfs de best verkochte single van 2015.
Tussen 2013 en 2014 ging Bruno Mars op tournee. Met zijn Moonshine Jungle Tour passeerde hij ook het Sportpaleis in Antwerpen en de Ziggo Dome in Amsterdam. Na 154 shows te spelen, besloot Bruno in de studio te duiken voor zijn album 24K Magic. Dit album bevat verschillende hitsingles zoals 24K Magic, Finesse (Remix) en That's What I Like.
In juni 2017 won Bruno Mars zijn eerste BET award voor beste mannelijke R&B pop artiest. Hetzelfde jaar trok Bruno Mars de hele wereld door met zijn tournee 24K Magic World Tour. Voor de 60e Grammy Awards was de zanger zes keer genomineerd en wist hij al zijn nominaties binnen te halen, daarmee was hij de grote winnaar. Hij won de belangrijkste awards :Record of the Year, Album of the Year en Song of the Year en hij zong samen met Cardi B het bekende Finesse.  
Na zijn grote succes bij de Grammy's in 2018 bleef Bruno Mars niet stilzitten. In 2021 keerde hij terug in de schijnwerpers met het project Silk Sonic, een samenwerking met Anderson .Paak. Hun debuutnummer Leave The Door Open werd wereldwijd een hit en won meerdere Grammy Awards, waaronder Record of the Year en Best R&B Song. De stijl van het album, een knipoog naar de soul en funk van de jaren '70, viel in de smaak bij zowel critici als fans. Samen traden ze op tijdens verschillende shows, waaronder de Grammy Awards, waar hun performance veel lof kreeg. Ook live bleef Bruno Mars uitblinken; zijn shows stonden zoals altijd garant voor spektakel, muzikaliteit en strakke choreografie. Met Silk Sonic liet hij opnieuw zien dat hij zich telkens opnieuw weet uit te vinden. 
Na zijn samenwerking met Silk Sonic keerde Bruno Mars in 2024 sterk terug als soloartiest. Hij scoorde een wereldhit met Die With a Smile samen met Lady Gaga, gevolgd door APT. met Rosé van BLACKPINK. In 2025 verraste hij met de energieke single Fat Juicy & Wet en het Braziliaanse nummer Bonde do Brunão. Daarmee bewees hij opnieuw zijn veelzijdigheid en blijvende invloed in de pop- en R&B-wereld. 

### Privé
In december 2010 werd Bruno Mars gearresteerd toen hij werd betrapt op het bezit van 2,6 gram cocaïne. Hij bekende tijdens de hoorzitting, waarna hij een taakstraf van 200 uur en een boete van tweeduizend dollar kreeg opgelegd. Tevens moest hij een begeleidingstraject voor drugsgebruikers doorlopen.

## Discografie

### Albums
| Album met eventuele hitnotering(en) in de Nederlandse Album Top 100 | Datum van verschijnen | Datum van binnenkomst | Hoogste positie | Aantal weken | Opmerkingen |
| ------------------------------------------------------------------- | --------------------- | --------------------- | --------------- | ------------ | ----------- |
| Doo-wops & hooligans                                                | 15-10-2010            | 22-01-2011            | 1(1wk)          | 367*         |             |
| Unorthodox jukebox                                                  | 07-12-2012            | 15-12-2012            | 4               | 89           |             |
| 24K Magic                                                           | 2016                  | 26-11-2016            | 5               | 138          |             |

| Album met hitnotering(en) in de Vlaamse Ultratop 200 albums | Datum van verschijnen | Datum van binnenkomst | Hoogste positie | Aantal weken | Opmerkingen |
| ----------------------------------------------------------- | --------------------- | --------------------- | --------------- | ------------ | ----------- |
| Doo-wops & hooligans                                        | 15-10-2010            | 22-01-2011            | 1(1wk)          | 428*         | Platina     |
| Unorthodox jukebox                                          | 07-12-2012            | 15-12-2012            | 4               | 119*         | Goud        |
| 24K Magic                                                   | 2016                  | 26-11-2016            | 4               | 120          |             |

### Singles
| Single met eventuele hitnotering(en) in de Nederlandse Top 40 | Datum van verschijnen | Datum van binnenkomst | Hoogste positie | Aantal weken | Opmerkingen                                                    |
| ------------------------------------------------------------- | --------------------- | --------------------- | --------------- | ------------ | -------------------------------------------------------------- |
| Nothin' on you                                                | 02-02-2010            | 20-03-2010            | 1(2wk)          | 18           | met B.o.B / Nr. 15 in de Single Top 100 / Alarmschijf          |
| Billionaire                                                   | 09-03-2010            | 03-07-2010            | 1(1wk)          | 17           | met Travie McCoy / Nr. 4 in de Single Top 100                  |
| Just the way you are                                          | 20-07-2010            | 02-10-2010            | 1(11wk)         | 23           | Nr. 1 in de Single Top 100 / Alarmschijf                       |
| Grenade                                                       | 28-09-2010            | 18-12-2010            | 2               | 23           | Nr. 3 in de Single Top 100 / Alarmschijf                       |
| The Lazy Song                                                 | 15-02-2011            | 02-04-2011            | 4               | 20           | Nr. 11 in de Single Top 100 / Alarmschijf                      |
| Lighters                                                      | 05-07-2011            | 16-07-2011            | 13              | 12           | met Bad Meets Evil / Nr. 17 in de Single Top 100 / Alarmschijf |
| Marry you                                                     | 22-08-2011            | 24-09-2011            | 13              | 13           | Nr. 22 in de Single Top 100                                    |
| Young, wild & free                                            | 11-10-2011            | 26-11-2011            | 7               | 22           | met Snoop Dogg & Wiz Khalifa / Nr. 11 in de Single Top 100     |
| It will rain                                                  | 27-09-2011            | 10-12-2011            | 35              | 3            | Soundtrack Breaking Dawn Part 1 / Nr. 56 in de Single Top 100  |
| Mirror                                                        | 13-09-2011            | 31-03-2012            | 12              | 13           | met Lil Wayne / Nr. 14 in de Single Top 100                    |
| Locked out of heaven                                          | 01-10-2012            | 27-10-2012            | 5               | 22           | Nr. 10 in de Single Top 100 / Alarmschijf                      |
| This is my love                                               | 2012                  | 10-11-2012            | 31              | 2            | met Gold 1 & Jaeson Ma / Nr. 38 in de Single Top 100           |
| When I was your man                                           | 15-01-2013            | 26-01-2013            | 7               | 20           | Nr. 6 in de Single Top 100 / Alarmschijf                       |
| Treasure                                                      | 10-05-2013            | 10-05-2013            | 11              | 15           | Nr. 15 in de Single Top 100 / Alarmschijf                      |
| Bubble butt                                                   | 2013                  | 22-06-2013            | tip2            | -            | met Major Lazer, Tyga & Mystic / Nr. 65 in de Single Top 100   |
| Gorilla                                                       | 10-09-2013            | 12-10-2013            | 31              | 3            | Nr. 54 in de Single Top 100 / Alarmschijf                      |
| Moonshine                                                     | 20-12-2013            | 11-01-2014            | 32              | 4            | Nr. 81 in de Single Top 100 / Alarmschijf                      |
| Young girls                                                   | 2014                  | 01-03-2014            | tip18           | -            |                                                                |
| Uptown funk                                                   | 2014                  | 22-11-2014            | 4               | 28           | met Mark Ronson / Nr. 2 in de Single Top 100                   |
| 24k magic                                                     | 2016                  | 15-10-2016            | 6               | 21           | Nr. 5 in de Single Top 100 / Alarmschijf                       |
| That's What I Like                                            | 2017                  | 08-04-2017            | 19              | 7            | Nr. 24 in de Single Top 100                                    |
| Finesse (remix)                                               | 2018                  | 20-01-2018            | 9               | 18           | met Cardi B / Nr. 9 in de Single Top 100 / Alarmschijf         |
| Wake up in the sky                                            | 2018                  | 29-09-2018            | tip18           | -            | met Gucci Mane & Kodak Black / Nr. 97 in de Single Top 100     |
| Please me                                                     | 2019                  | 23-02-2019            | tip3            | -            | met Cardi B / Nr. 73 in de Single Top 100                      |
| Blow                                                          | 2019                  | 20-07-2019            | tip19*          |              | met Ed Sheeran & Chris Stapleton                               |
| Die with a Smile                                              | 2024                  | 16-08-2024            | 1(17wk)         | 40           | met Lady Gaga / Succesvolste Alarmschijf ooit                  |
| Apt.                                                          | 2024                  | 8-11-2024             | 1(10wk)         | 30           | met Rosé                                                       |

| Single met hitnotering(en) in de Vlaamse Ultratop 50 | Datum van verschijnen | Datum van binnenkomst | Hoogste positie | Aantal weken | Opmerkingen                                                  |
| ---------------------------------------------------- | --------------------- | --------------------- | --------------- | ------------ | ------------------------------------------------------------ |
| Nothin' on you                                       | 2010                  | 29-05-2010            | 44              | 1            | met B.o.B                                                    |
| Billionaire                                          | 2010                  | 21-08-2010            | 18              | 11           | met Travie McCoy                                             |
| Just the way you are                                 | 2010                  | 16-10-2010            | 4               | 27           | Nr. 2 in de Radio 2 Top 30 / Goud                            |
| Grenade                                              | 2010                  | 18-12-2010            | 3               | 25           | Nr. 1 in de Radio 2 Top 30 / Goud                            |
| The lazy song                                        | 2011                  | 07-05-2011            | 4               | 21           | Nr. 1 in de Radio 2 Top 30 / Goud                            |
| Lighters                                             | 2011                  | 10-09-2011            | 23              | 10           | met Bad Meets Evil                                           |
| Marry you                                            | 2011                  | 17-09-2011            | 11              | 21           | Nr. 3 in de Radio 2 Top 30 / Goud                            |
| It will rain                                         | 2011                  | 03-12-2011            | 46              | 4            | Soundtrack Breaking Dawn Part I / Nr. 5 in de Radio 2 Top 30 |
| Young, wild & free                                   | 2011                  | 24-12-2011            | 9               | 17           | met Snoop Dogg & Wiz Khalifa / Goud                          |
| Mirror                                               | 2012                  | 18-02-2012            | 11              | 17           | met Lil Wayne                                                |
| Locked out of heaven                                 | 2012                  | 27-10-2012            | 4               | 31           | Nr. 1 in de Radio 2 Top 30 / Platina                         |
| When I was your man                                  | 2013                  | 09-02-2013            | 7               | 20           | Nr. 23 in de Radio 2 Top 30 / Goud                           |
| Treasure                                             | 2013                  | 22-06-2013            | 26              | 17           | Goud                                                         |
| Bubble butt                                          | 2013                  | 29-06-2013            | 24              | 10           | met Major Lazer, Tyga & Mystic                               |
| Gorilla                                              | 2013                  | 26-10-2013            | tip11           | -            |                                                              |
| Moonshine                                            | 2013                  | 26-10-2013            | 30              | 4            | Nr. 10 in de Radio 2 Top 30                                  |
| Uptown Funk                                          | 2014                  | 29-11-2014            | 1(3wk)          | 40           | met Mark Ronson / bestverkochte single van 2015 3x Platina   |
| 24k Magic                                            | 15-10-2016            |                       | 1(1wk)          | 23           | Platina                                                      |
| That's what I like                                   | 2017                  | 25-02-2017            | 3               | 18           | Platina                                                      |
| Versace on the Floor                                 | 2017                  | 08-07-2017            | tip5            | -            | met David Guetta                                             |
| Finesse (remix)                                      | 2018                  | 13-01-2018            | 8               | 24           | met Cardi B / Goud                                           |
| Wake up in the sky                                   | 2018                  | 22-09-2018            | tip12           | -            | met Gucci Mane & Kodak Black                                 |
| Please me                                            | 2019                  | 23-02-2019            | tip6*           |              | met Cardi B                                                  |
| Die with a smile                                     | 2024                  | 16-08-2024            | 1(2wk)          | 49*          | met Lady Gaga                                                |
| Apt.                                                 | 2024                  | 09-11-2024            | 1(2wk)          | 37*          | met Rosé                                                     |

### NPO Radio 2 Top 2000
| Nummers met noteringen in de NPO Radio 2 Top 2000 | '11 | '12  | '13  | '14  | '15  | '16  | '17  | '18  | '19  | '20  | '21  | '22  | '23  | '24  |
| ------------------------------------------------- | --- | ---- | ---- | ---- | ---- | ---- | ---- | ---- | ---- | ---- | ---- | ---- | ---- | ---- |
| 24K Magic                                         | ×   | ×    | ×    | ×    | ×    | 1613 | 608  | 767  | 1258 | 1513 | 1419 | 1872 | 1759 | 1684 |
| Die with a Smile (met Lady Gaga)                  | ×   | ×    | ×    | ×    | ×    | ×    | ×    | ×    | ×    | ×    | ×    | ×    | ×    | 194  |
| Grenade                                           | 320 | 768  | 898  | 1414 | 1776 | 1600 | 1752 | 1666 | 1907 | -    | 1864 | 1860 | 1648 | 1645 |
| Just the Way You Are                              | -   | -    | -    | 1278 | 1620 | 1227 | 1344 | 1328 | 1556 | 1811 | 1806 | 1946 | 1897 | 1860 |
| Locked Out of Heaven                              | ×   | -    | 1283 | 876  | 1617 | 1673 | 1899 | 1578 | -    | -    | 1807 | 1728 | 1458 | 1249 |
| Marry You                                         | -   | 1341 | 1276 | 1736 | -    | -    | -    | -    | -    | -    | -    | -    | -    | -    |
| The Lazy Song                                     | 432 | 1227 | 1467 | 1953 | -    | -    | -    | -    | -    | -    | -    | -    | -    | -    |
| Treasure                                          | ×   | ×    | -    | 1652 | 1745 | 1506 | 1867 | -    | -    | -    | -    | -    | -    | -    |
| Uptown Funk (met Mark Ronson)                     | ×   | ×    | ×    | -    | 206  | 251  | 477  | 346  | 492  | 583  | 609  | 771  | 862  | 872  |
| When I Was Your Man                               | ×   | ×    | -    | 834  | 1103 | 1051 | 1177 | 1035 | 1382 | 1446 | 1317 | 1365 | 1263 | 1229 |

1. ↑  Een '-' betekent dat het nummer niet was genoteerd, een '×' betekent dat het nummer nog niet was uitgebracht en een vetgedrukt getal geeft de hoogste notering van een nummer aan.
2. ↑  2011 was het eerste jaar met een notering voor Bruno Mars.

### Videoclips
| Jaar | Titel                                     | Album                                                                        |
| ---- | ----------------------------------------- | ---------------------------------------------------------------------------- |
| 2010 | Nothin' On You (met B.o.B)                | The adventures of Bobby Ray (B.o.B)                                          |
| 2010 | Billionaire (met Travie McCoy)            | Lazarus (Travie McCoy)                                                       |
| 2010 | The Other Side (met Cee Lo Green & B.o.B) | Doo-Wops & Hooligans                                                         |
| 2010 | Just The Way You Are                      | Doo-Wops & Hooligans                                                         |
| 2010 | Grenade                                   | Doo-Wops & Hooligans                                                         |
| 2011 | Liquor Store Blues (met Damian Marley)    | Doo-Wops & Hooligans                                                         |
| 2011 | The Lazy Song                             | Doo-Wops & Hooligans                                                         |
| 2011 | It Will Rain                              | The Twilight Saga: Breaking Dawn Part 1 (Original Motion Picture Soundtrack) |
| 2012 | Locked Out of Heaven                      | Unorthodox Jukebox                                                           |
| 2013 | When I Was Your Man                       | Unorthodox Jukebox                                                           |
| 2013 | Treasure                                  | Unorthodox Jukebox                                                           |
| 2013 | Gorilla                                   | Unorthodox Jukebox                                                           |
| 2014 | Uptown Funk (met Mark Ronson)             | Uptown Special (Mark Ronson)                                                 |
| 2016 | 24K Magic                                 | 24K Magic                                                                    |